# Anatoli Dmitrijewitsch Schicharjow

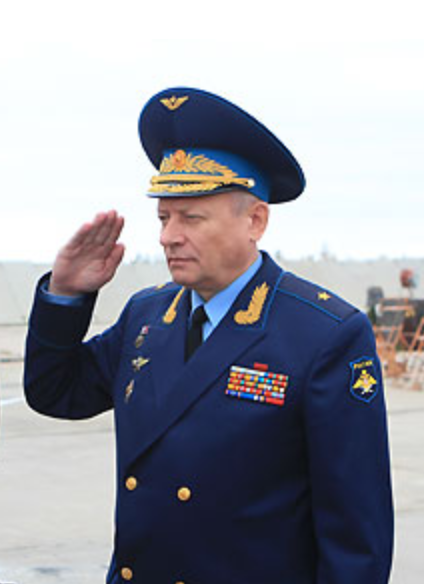
Anatoli Dmitrijewitsch Schicharjow, 2016

Anatoli Dmitrijewitsch Schicharjow (russisch Анатолий Дмитриевич Жихарёв; * 5. Juli 1956 in Protopopiwka, Ukrainische Sozialistische Sowjetrepublik) ist ein russischer Luftwaffenoffizier.
Er war von 2009 bis 2016 als Generalleutnant Kommandeur der Fernfliegerkräfte.